# Mare nostrum

El "Mare nostrum" estaba en el centro del Imperio romano (zona verde)

Mare Nostrum (Nostrum Mare más correctamente en latín clásico) fue el nombre dado al mar Mediterráneo por los romanos en su época imperial. La expresión significa “mar nuestro” en latín. También era muy corriente la utilización del término Internum Mare (“Mar Interno o Interior”).

## Características
Durante varios siglos (desde el siglo de Julio César hasta el V después de Cristo) el Mediterráneo fue el Mare Nostrum, un "lago romano" circundado por territorios del Imperio de Roma. Era la principal vía de transporte que conectaba las posesiones romanas.
El dominio romano estuvo garantizado por la poderosa Armada romana (en latín classis, literalmente flota), que comprendió todas las fuerzas navales del Antiguo Estado Romano. La flota del imperio romano tenía dos bases importantes, así como varias de menor categoría. Las dos flotas principales que controlaban el Mare Nostrum fueron: 
- Classis Misenensis. Creada en el 27 a. C. Su base estaba en Miseno y controlaba el Mediterráneo occidental.
- Classis Ravennatis. Con base en Rávena desde el año 27 a. C. Fue utilizada para controlar la parte oriental del Mar Mediterráneo. En el año 330 las naves se trasladaron a Constantinopla.

En efecto durante el período imperial el Mediterráneo fue un pacífico "lago" por la ausencia de un rival marítimo para Roma, y la Armada romana quedó reducida a tareas de patrullaje y de transporte.
Como consecuencia, el comercio floreció en el Mare Nostrum. La vía de transporte más utilizada por los griegos, complementada con las famosas calzadas griegas, era el Mediterráneo, que se convirtió en la gran arteria para el tráfico comercial, con una prosperidad en el área mediterránea que nunca antes había alcanzado. Parte del comercio romano por barco estuvo dirigido hacia la India (llegando hasta la lejana China).

## Rutas marítimas del Mare Nostrum

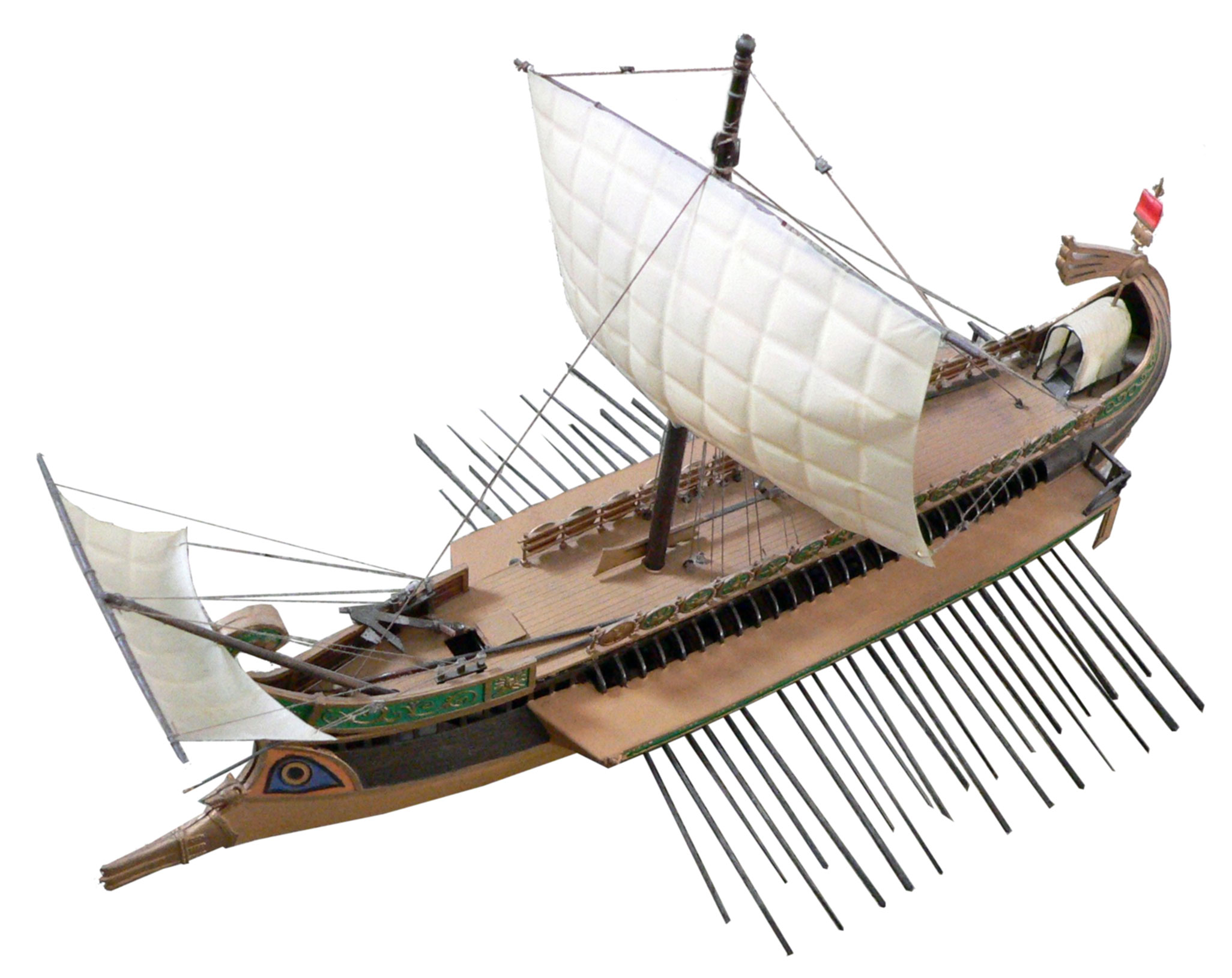
Modelo a escala de un trirreme romano.

La arqueología submarina y los antiguos manuscritos de la antigüedad clásica muestran evidencias de extensas flotas comerciales romanas. Los restos más importantes de este comercio son la infraestructura como puertos, rompeolas, almacenes y faros conservados en Civitavecchia, Ostia, Portus, Leptis Magna, Caesarea Palaestina y otros enclaves portuarios. En la propia Roma, el monte Testaccio es un tributo a la magnitud de este comercio. La tecnología romana mejoró los buques marítimos romanos (respecto a los fenicios y griegos) con el recubrimiento de plomo de los cascos como protección. Los romanos usaron barcos de vela de casco redondo. La continua protección «policíaca» del Mediterráneo durante varios siglos fue uno de los factores principales del éxito del comercio romano, dado que las calzadas romanas fueron construidas más para los pies o los cascos de los caballos que para las ruedas, y no podían soportar el transporte comercial de bienes a largas distancias. Las naves romanas usadas habrían sido presa fácil para los piratas de no ser por las flotas de galeras liburnas y trirremes de la armada romana.
Las materias primas, como el grano y los materiales de construcción se negociaban solamente por las rutas marítimas, puesto que el coste del transporte por mar era 60 veces menos que por tierra. Los alimentos y productos básicos como cereales para hacer pan y los rollos de papiro para la fabricación de libros fueron importados del Egipto ptolemaico y de Libia y Numidia a Italia de forma continua por todos los siglos del Imperio romano.